# Dervil·lita
|  | No s'ha de confondre amb devil·lina. |

La dervil·lita és un mineral d'argent, arsènic i sofre. Fou descoberta a Sainte Marie aux Mines, a la Serralada dels Vosges, Alt Rin, França el 1941 per Weil. El seu nom fa honor a Henri Derville, paleontòleg francès de la Universitat d'Estrasburg, França.

## Característiques
La dervil·lita és, químicament, un sulfur d'argent i arsènic, de fórmula Ag₂AsS₂. És de color blanc, negre o negre marronós, amb una duresa de 2 a l'escala de Mohs. La seva densitat és de 5,62 g/cm³, i cristal·litza en el sistema monoclínic.
Segons la classificació de Nickel-Strunz, la dervil·lita pertany a 02.LA.10, sulfosals sense classificar sense Pb essencial, juntament amb: daomanita, vaughanita, criddleïta, fettelita, chameanita, arcubisita, mgriïta, benleonardita, tsnigriïta, borovskita i jonassonita.

## Formació i jaciments
Només se n'ha trobat a la pedrera Lengenbach (Valais, Suïssa), i a dues localitats franceses: Sainte Marie aux Mines, la localitat tipus d'aquesta espècie, i a Saint-Pal-de-Senouire (Alt Loira), pràcticament sempre acompanyada de safflorita, rammelsbergita, quars, proustita, calcita i arsènic.